# Sauville (Vosges)
Sauville is een gemeente in het Franse departement Vosges in de regio Grand Est en maakt deel uit van het arrondissement Neufchâteau. De gemeente telde 169 inwoners op 1 januari 2022.

## Geschiedenis
Sauville maakte deel uit van het kanton Bulgnéville tot het op 22 maart 2015 werd opgeheven en de gemeenten werden opgenomen in het kanton Vittel.

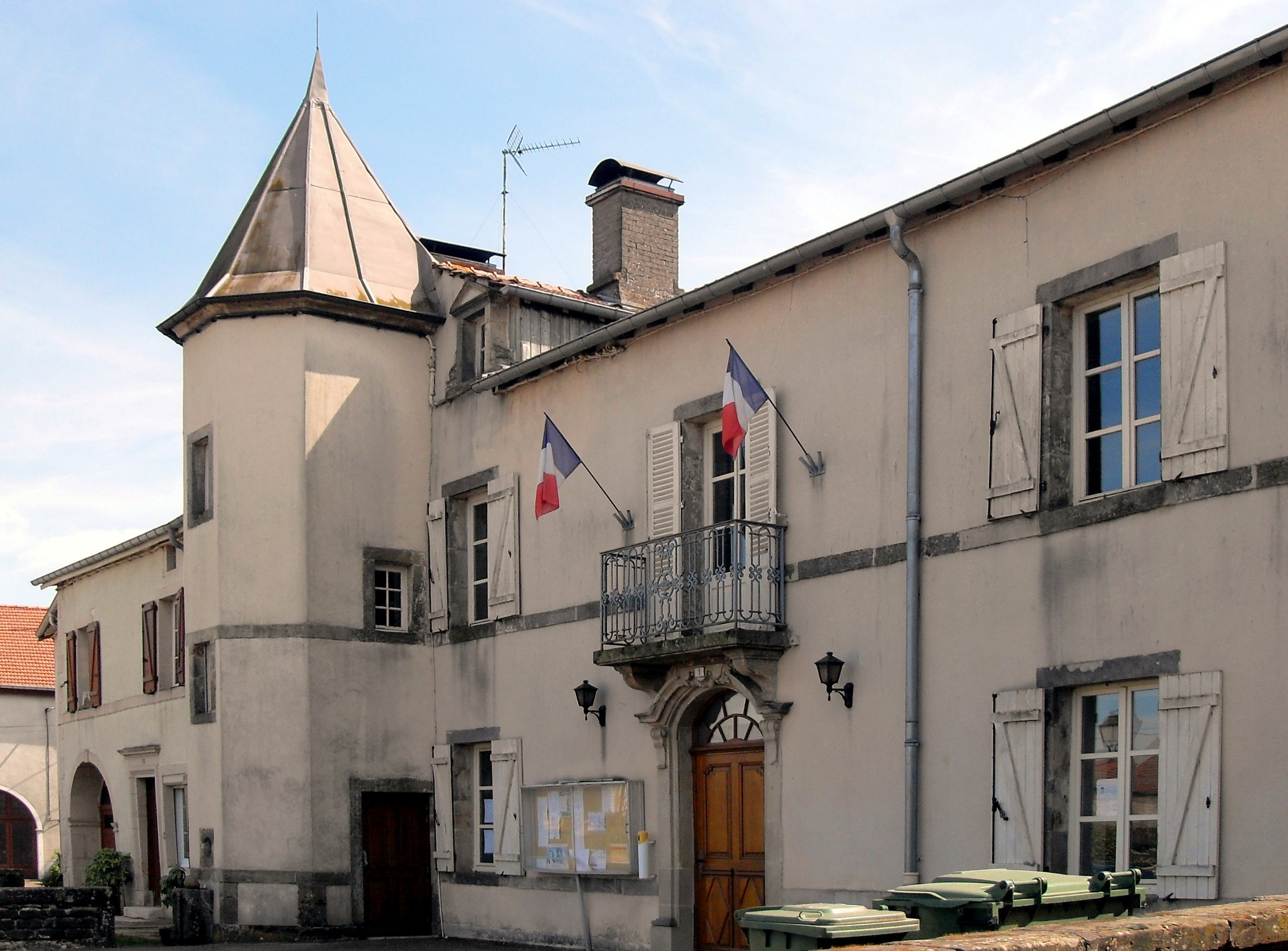
Gemeentehuis van Sauville

## Geografie
De oppervlakte van Sauville bedraagt 14,38 vierkante kilometer; Op 1 januari 2022 was de bevolkingsdichtheid 11,8 inwoners per km².
De onderstaande kaart toont de ligging van Sauville met de belangrijkste infrastructuur en aangrenzende gemeenten.

## Demografie
Onderstaande figuur toont het verloop van het inwonertal.
Aingeville · Aulnois · Auzainvilliers · Bazoilles-et-Ménil · Belmont-sur-Vair · Bulgnéville · Contrexéville · Crainvilliers · Dombrot-le-Sec · Dombrot-sur-Vair · Domèvre-sous-Montfort · Domjulien · Estrennes · Gemmelaincourt · Gendreville · Hagnéville-et-Roncourt · Haréville · Lignéville · Malaincourt · Mandres-sur-Vair · Médonville · Monthureux-le-Sec · Morville · La Neuveville-sous-Montfort · Norroy · Offroicourt · Parey-sous-Montfort · Rancourt · Remoncourt · Rozerotte · Saint-Ouen-lès-Parey · Saint-Remimont · Saulxures-lès-Bulgnéville · Sauville · Suriauville · They-sous-Montfort · Thuillières · Urville · La Vacheresse-et-la-Rouillie · Valfroicourt · Valleroy-le-Sec · Vaudoncourt · Vittel · Viviers-lès-Offroicourt · Vrécourt